# Calandrella
Calandrella es un género de aves paseriformes perteneciente a la familia Alaudidae. 

## Especies
Contiene las siguientes especies:
- Terrera común – Calandrella brachydactyla (Leisler, 1814)
- Terrera de Blandford – Calandrella blanfordi (Shelley, 1902)
- Terrera de Erlanger – Calandrella erlangeri (Neumann, 1906)
- Terrera capirotada – Calandrella cinerea (Gmelin, 1789)
- Terrera de Hume – Calandrella acutirostris Hume, 1873

Hasta 2013 se incluían en este género las cinco especie que ahora se clasifican en el género Alaudala.